# داداش کندی
داداش کندی، روستایی از توابع بخش کرانی شهرستان بیجار در استان کردستان ایران است.

## جمعیت
این روستا در دهستان کرانی در شمال غرب شهرستان بیجار و جنوب شرقی شهرستان تکاب قرار دارد و براساس سرشماری مرکز آمار ایران در سال ۱۳۹۵، جمعیت آن ۲۵۳ نفر (۶۰خانوار) بوده‌است. و زبان اصلی مردم این روستا ترکی آذربایجانی میباشد.